# Fosa de Kermadec

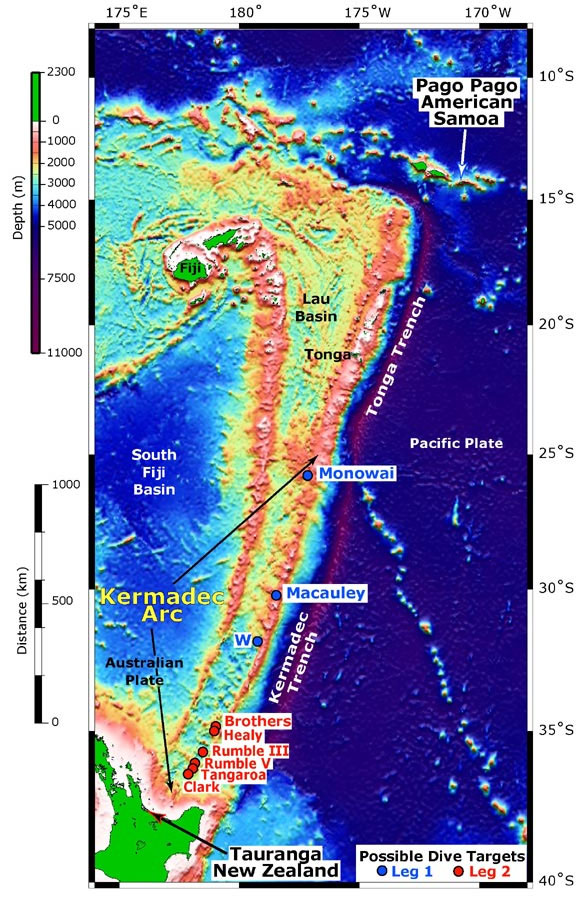

La fosa de Kermadec es una de las fosas oceánicas más profundas de la Tierra, alcanzando una profundidad de 10 047 m. Formada por la subducción de la placa del Pacífico bajo la placa Indoaustraliana, discurre más de mil kilómetros paralela y al este de la cordillera de Kermadec, desde cerca de la punta noreste de la isla Norte de Nueva Zelanda hasta el cruce de la fosa con la cadena submarina de Louisville, al noreste del monte submarino Monowai. 
La fosa de Tonga es la continuación de la subducción más allá de este punto. La subducción al sur de la fosa Kermadec está marcada por la menos profunda fosa de Hikurangi.
Fue nombrada en honor del capitán francés Jean-Michel Huon de Kermadec, que integraba la expedición de Bruni d'Entrecasteaux que visitó la zona en los años 1790. 